# Graptemys gibbonsi
Graptemys gibbonsi là một loài rùa trong họ Emydidae. Loài này được Lovich & Mccoy miêu tả khoa học đầu tiên năm 1992.

## Hình ảnh

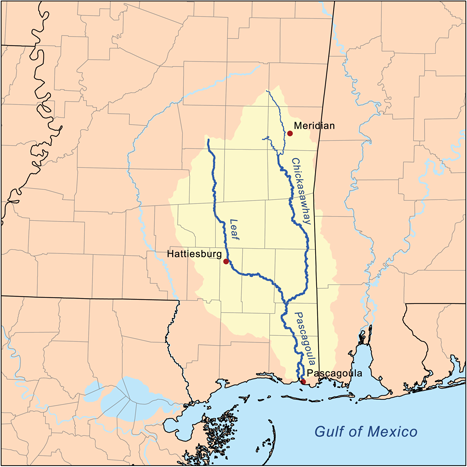